# Perophora hutchisoni
Perophora hutchisoni is een zakpijpensoort uit de familie van de Perophoridae. De wetenschappelijke naam van de soort is voor het eerst geldig gepubliceerd in 1859 door Macdonald.